# Tudor City

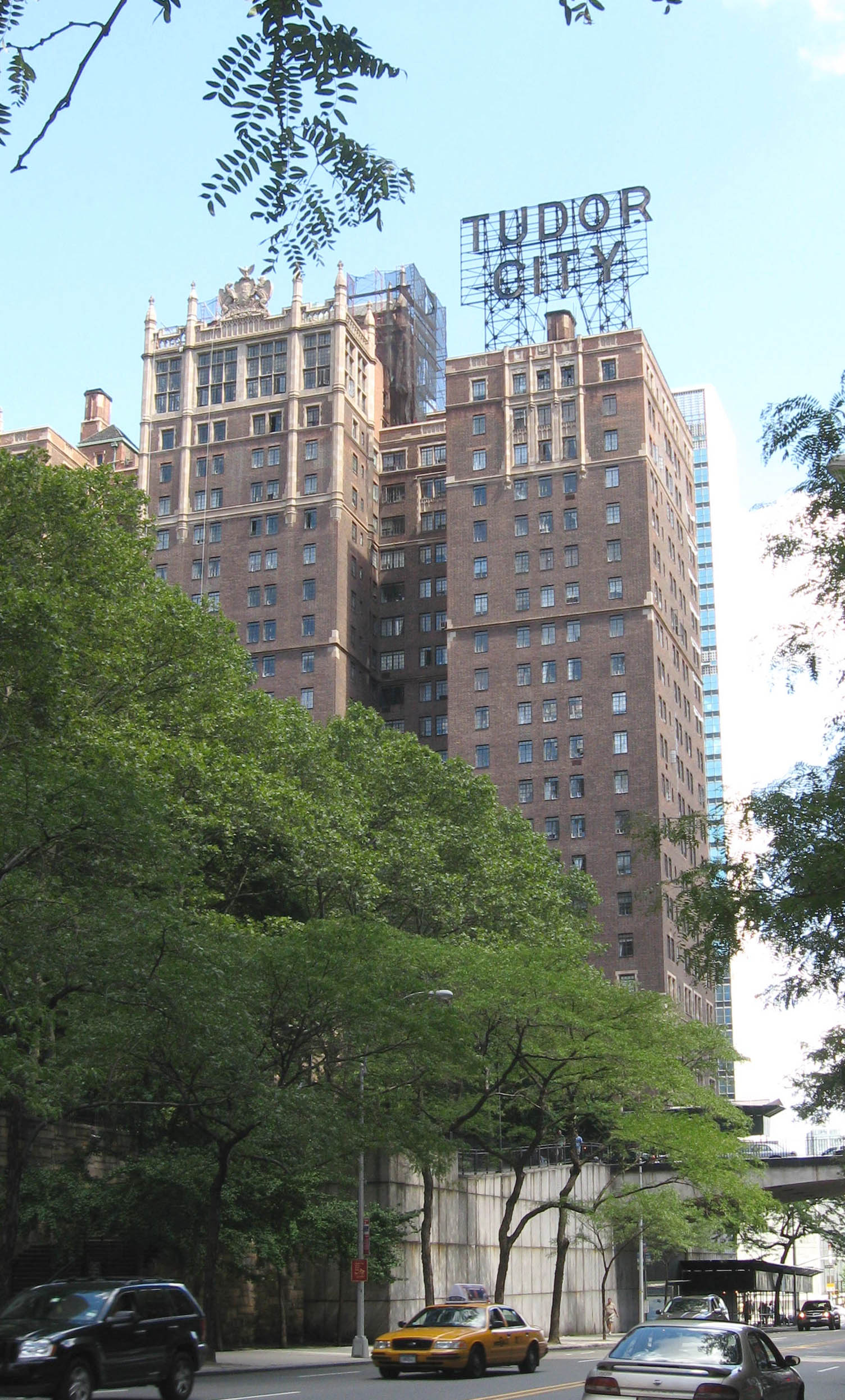
Una veduta di Tudor City con l'insegna in cima a uno dei suoi edifici

Tudor City è un complesso di edifici situato nell'East Side di Manhattan, a New York.
Costruito a partire dalla metà degli anni venti, il quartiere deve il suo nome allo stile architettonico omonimo della dinastia Tudor, storica famiglia regnante durante il Rinascimento inglese.

## Storia

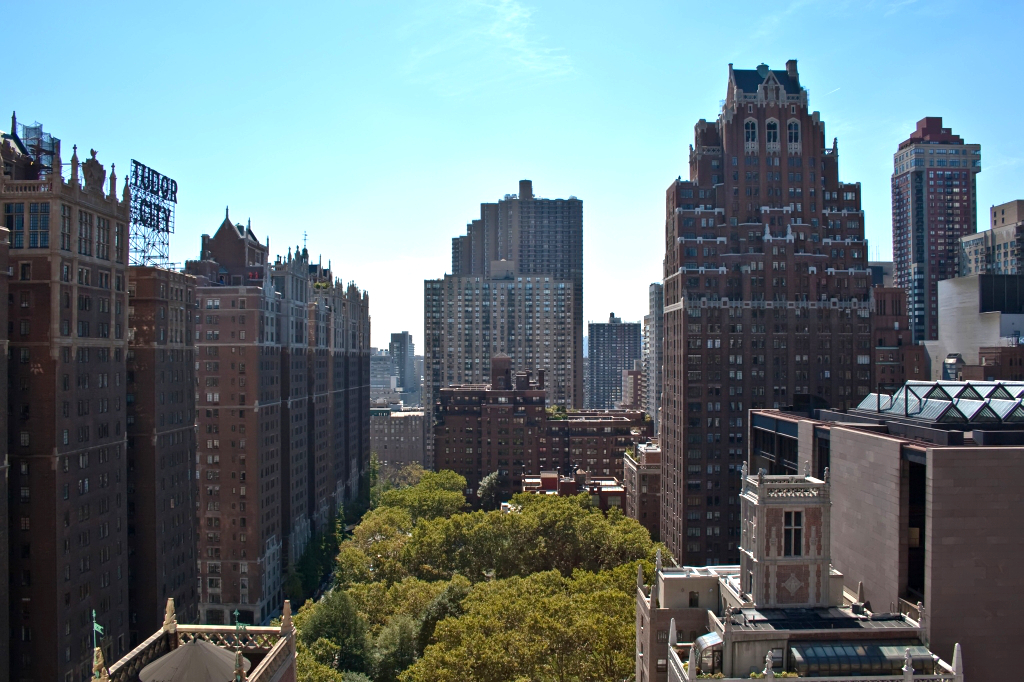
Una veduta aerea di Tudor City

Nel corso dell'Ottocento l'area dove sorge il quartiere era interessata dall'insediamento di numerose fabbriche, mattatoi, officine dislocate lungo le rive dell'East River e una centrale elettrica ancora oggi visibile. La zona era anche nota per il suo alto tasso di delinquenza e per essere il territorio del celebre criminale Paddy Corcoran e dalla sua fedele Rag Gang.

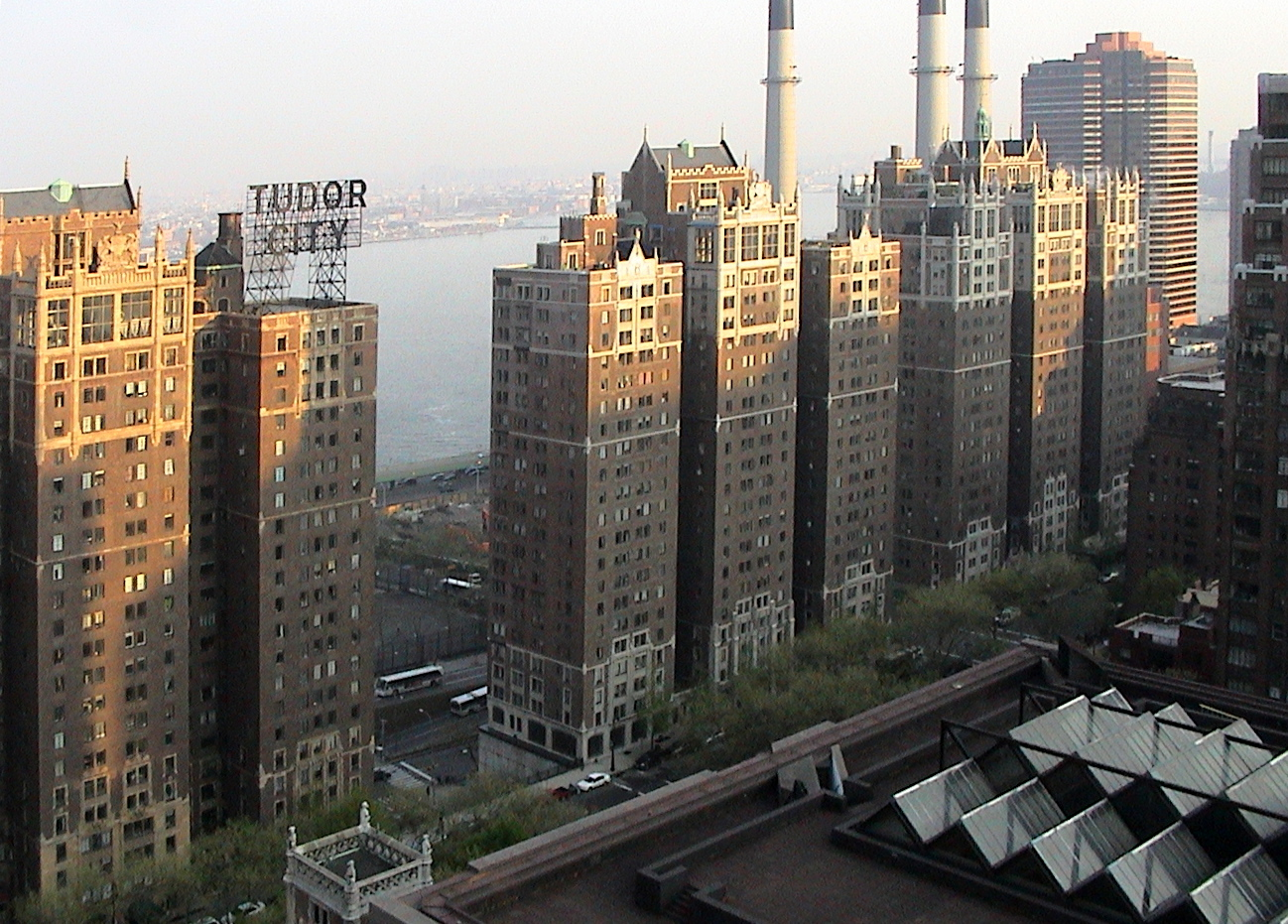
Una veduta aerea di Tudor City

Tra il 1925 e il 1932 l'area compresa tra la zona industriale e la First Avenue fu oggetto di un ambizioso recupero ad opera dell'imprenditore immobiliare Fredrick Fillmore French, già noto per la costruzione del Flatiron Building e di altri prestigiosi edifici di Manhattan.
La Fred F. French Company realizzò l'intero quartiere in stile neogotico Tudor, che divenne il primo complesso di grattacieli residenziali al mondo. La realizzazione in larga scala di circa tremila appartamenti consentì affitti a prezzi calmierati che favorì il rapido popolamento della zona.
Negli anni sessanta la Fred. F. Company vendette l'intero complesso immobiliare alla Rabinowitz Corporation. Negli anni settanta il quartiere fu acquistato dalla Helmsley Corporation che, nel 1985 vendette l'insieme di proprietà rimanenti al gruppo immobiliare Philips International and Francis Greenburger of Time Equities che si occupò di una radicale ristrutturazione delle unità abitative.

Nel 1994 il quotidiano "The New York Times" descrisse il quartiere come uno dei più ambiziosi progetti: 
Nel 1988 Tudor City è stato nominato quartiere storico di New York.

## Descrizione

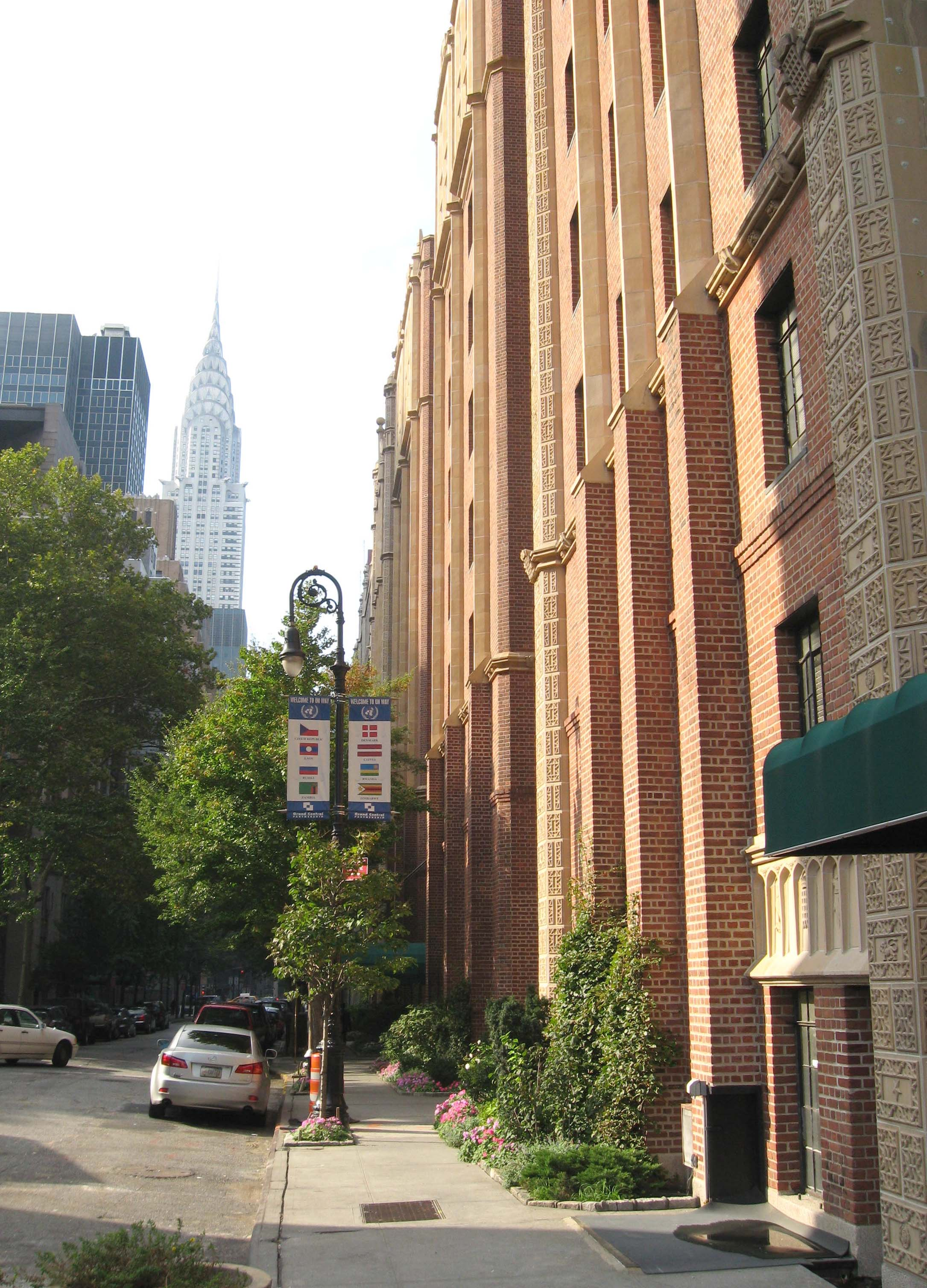
Una via di Tudor City con il Chrysler Building sullo sfondo

Compresa tra l'East River e la Second Avenue, Tudor City comprende una dozzina di edifici residenziali tra cui un albergo, un ufficio postale, negozi etnici, due giardini pubblici e altrettanti parcheggi privati. I circa 2.800 appartamenti realizzati ospitano approssimativamente 5.000 residenti e gli edifici sono tutti realizzati in stile Tudor con numerosi riferimenti neogotici e pregevoli dettagli in pietra. Molti di essi godono di un'invidiabile vista sui simboli della Midtown: il Chrysler Building e l'Empire State Building; a pochi isolati si trova anche il quartier generale delle Nazioni Unite.
Il quartiere è servito da due linee di autobus ed è particolarmente apprezzato dai suoi residenti, in prevalenza anziani, per la tranquillità e per la vicinanza alle maggiori attrattive del centro di Manhattan.

## Tudor City nei media
Per via della sua suggestiva atmosfera Tudor City è spesso oggetto di riprese cinematografiche. 
Le sue architetture sono riconoscibili in svariati film quali: Spiderman, Taxi Driver, Scarface, Il Padrino (parte terza).